# Charles Brook Dupont-White
Charles Brook Dupont-White [dyˈpɔ̃ waɪt] (* 11. Dezember 1807 in Rouen; † 10. Dezember 1878 in Paris) war ein französischer Volkswirt und Publizist.

## Leben
Dupont-White widmete sich nach zurückgelegten Universitätsstudien neben seiner Berufstätigkeit als Advokat (1836 bis 1843) und später als Generalsekretär im Justizministerium (1848 bis 1870) dem Studium volkswirtschaftlicher Fragen. Wenngleich Anhänger wirtschaftlicher Freiheit, zeigte er sich doch in vielen Fällen einer Intervention des Staats geneigt, wo andere das Individuum auf Selbsthilfe anweisen. Im Jahr 1870 zum Mitglied der Kommission für die Dezentralisation ernannt, trat Dupont-White bald darauf in das Privatleben zurück. Er starb 1878.

## Werk
Außer vielen Aufsätzen in Zeitschriften, Übersetzungen englischer Werke, wie Gouvernement représentatif und La liberté von John Stuart Mill, schrieb er: Essai sur les relations du travail avec le capital (Par. 1846); L'individu et l'état (1856), ein Werk, auf das sich vor allem sein Ruf gründet; La liberté politique considéré dans ses rapports avec l'administration locale (1864); Étude sur le suffrage universel (1870); La centralisation (3. Aufl. 1876) und Mélanges philosophiques (1878).
Dieser Artikel basiert auf einem gemeinfreien Text aus Meyers Konversations-Lexikon, 4. Auflage von 1888 bis 1890.
| Personendaten    | Personendaten                         |
| ---------------- | ------------------------------------- |
| NAME             | Dupont-White, Charles Brook           |
| ALTERNATIVNAMEN  | Dupont-White, Charles                 |
| KURZBESCHREIBUNG | französischer Volkswirt und Publizist |
| GEBURTSDATUM     | 11. Dezember 1807                     |
| GEBURTSORT       | Rouen                                 |
| STERBEDATUM      | 10. Dezember 1878                     |
| STERBEORT        | Paris                                 |